# 船山1号墳 (豊川市)
船山1号墳（ふなやまいちごうふん、船山古墳/船山第1号墳）は、愛知県豊川市八幡町（やわたちょう）上宿にある古墳。形状は前方後円墳。豊川市指定史跡に指定されている（指定名称は「船山古墳」）。
東三河地方（愛知県東部）では最大規模の古墳で、5世紀後半頃（古墳時代中期）の築造と推定される。

## 概要
愛知県東部、西古瀬川・音羽川の間の洪積台地（白鳥台地）の基部に築造された大型前方後円墳である。これまでに隣接道路の開削時などに墳丘の大部分（後円部・前方部とも）が削平を受けているほか、考古学的には数次の発掘調査が実施されている。
墳形は前方後円形で、墳丘主軸を東西方向として前方部を西方に向ける。墳丘は3段築成。墳丘長は95メートルを測り、東三河地方（愛知県東部）では最大規模になる。墳丘表面では埴輪（円筒埴輪）・葺石が検出されている。墳丘くびれ部では左右両側に造出が認められ、南側造出からは食物供献儀礼遺物が出土しているほか、墳丘周囲には周濠が巡らされる。埋葬施設は明らかでないが、戦中の防空壕掘削時には鉄製品が出土している。そのほかに墳丘北側には陪塚と見られる方墳1基（船山2号墳）が存在したが、現在までに失われている。
この船山古墳は、出土品等より古墳時代中期の5世紀後半頃の築造と推定される。被葬者は明らかでないが、『先代旧事本紀』「国造本紀」に見える雄略朝に穂国造に任命された菟上足尼（うなかみのすくね）に比定する説がある。3段築成の様相や墳丘規模の点では東三河地方の古墳の最上位に位置づけられるとともに、食物供献儀礼遺物の出土の点ではヤマト王権との関係性が指摘される。また豊川水系の古墳としては突然の大型墳の築造という様相になり、新しい畿内文化の流入・定着を象徴する古墳になる。
古墳域は1965年（昭和40年）に豊川市指定史跡に指定されている。なお、本古墳は後世の姫街道（東海道脇往還）沿いに位置するほか、付近では三河国府跡・三河国分寺跡・三河国分尼寺跡が立地し律令制下でも三河国の中心地をなした。

## 遺跡歴
- 1929年（昭和4年）、平尾街道開削に伴う前方部墳丘の削平[2]。
- 戦前、採土により後円部墳丘の削平[2]。
- 1945年（昭和20年）、くびれ部墳頂付近において防空壕の掘削。鉄製品出土[2]。
- 1951年（昭和26年）、測量調査（豊川市教育委員会）[2]。
- 1965年（昭和40年）7月1日、「船山古墳」として豊川市指定史跡に指定[4]。
- 1970年（昭和45年）、愛知県重要遺跡指定促進調査による測量調査[2]。
- 1981年度（昭和56年度）、平尾街道拡幅に伴う前方部の土層断面調査[2]。
- 1984年度（昭和59年度）、前方部墳丘裾部の小規模発掘調査[2]。
- 1987年度（昭和62年度）、前方部墳丘裾部の小規模発掘調査[2]。
- 1988年度（昭和63年度）、信用金庫建設に伴う前方部北側の発掘調査[2]。
- 2004年度（平成16年度）、後円部南側の発掘調査[2]。
- 2005年度（平成17年度）、前方部南側の発掘調査[2]。
- 2008年度（平成20年度）、集合住宅建設に伴う墳丘南側の発掘調査[2]。
- 2015年度（平成27年度）、道路拡幅予定地・保存予定地の発掘調査（豊川市教育委員会）[2]。
- 2017年度（平成29年度）、道路拡幅に伴う墳丘盛土確認調査（豊川市教育委員会）[5]。

## 墳丘

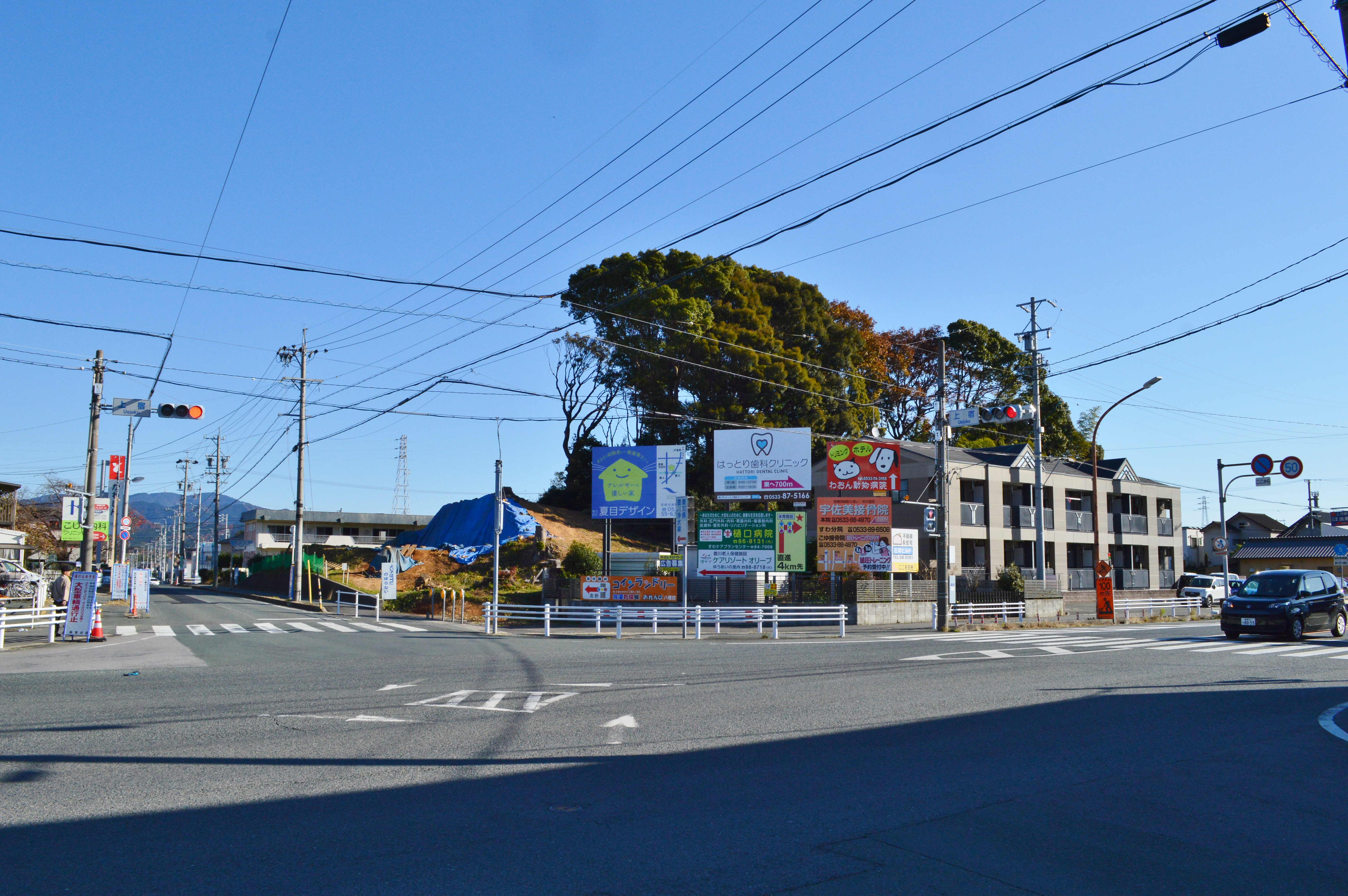
上宿交差点からの遠景手前左右に愛知県道5号（姫街道）。かつて前方部は左の市道以上まで伸びていたが削平されている。

### 規模
墳丘の規模は次の通り。
- 墳丘長：94メートル - 2015年（平成27年）調査で約95メートルに修正[2]。
- 後円部 - 3段築成。
  - 直径：56メートル
- 前方部 - 3段築成。
  - 幅：65メートル
- 高さ：6.5メートル

墳丘くびれ部では北側・南側の両側に造出が認められる。南側造出は約8.3メートル×4.0メートル、北側造出は約8.5メートル×4.5メートルを測り、ほぼ対称形になる。造出の上面では円筒埴輪列が認められているほか、南側造出では笊形土器・小型高坏・食物形土製品などの食物供献儀礼遺物が検出されている。
そのほか、墳丘からは埴輪棺が数基（前方部北側先端部で2基、南側造出で推定1基）出土しており、現地では復元模型1基が展示されている。

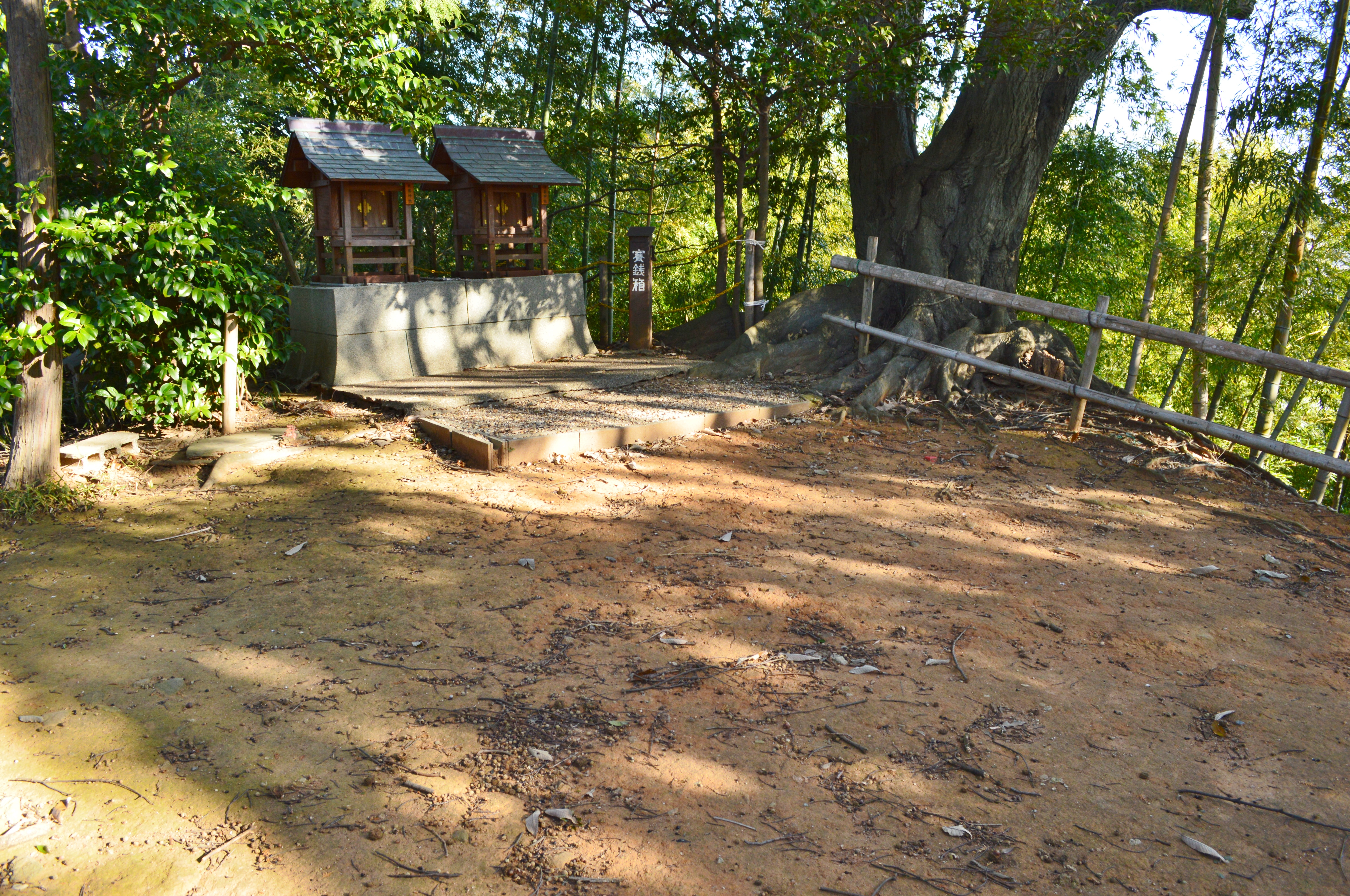
後円部墳頂
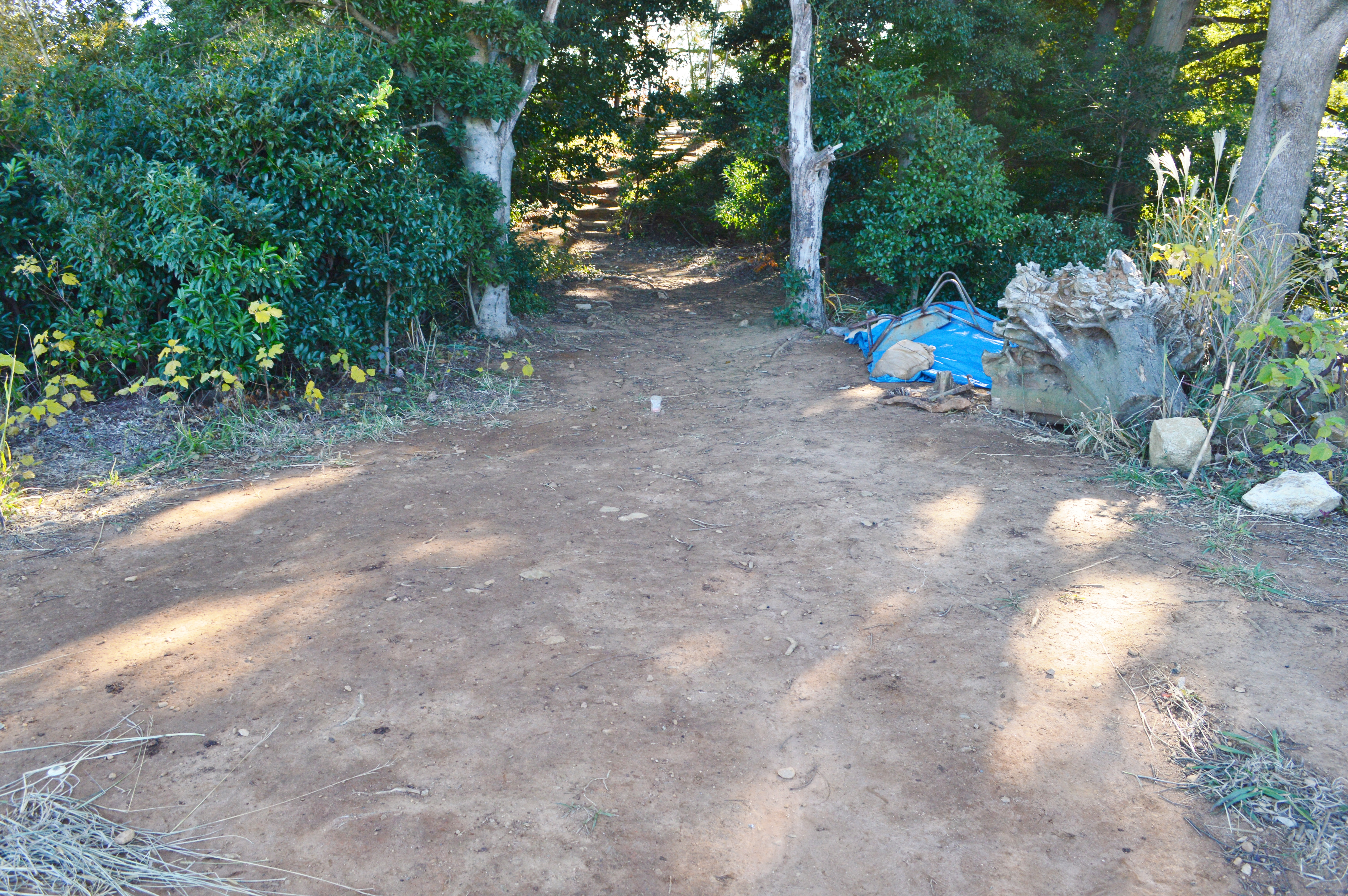
前方部から後円部を望む
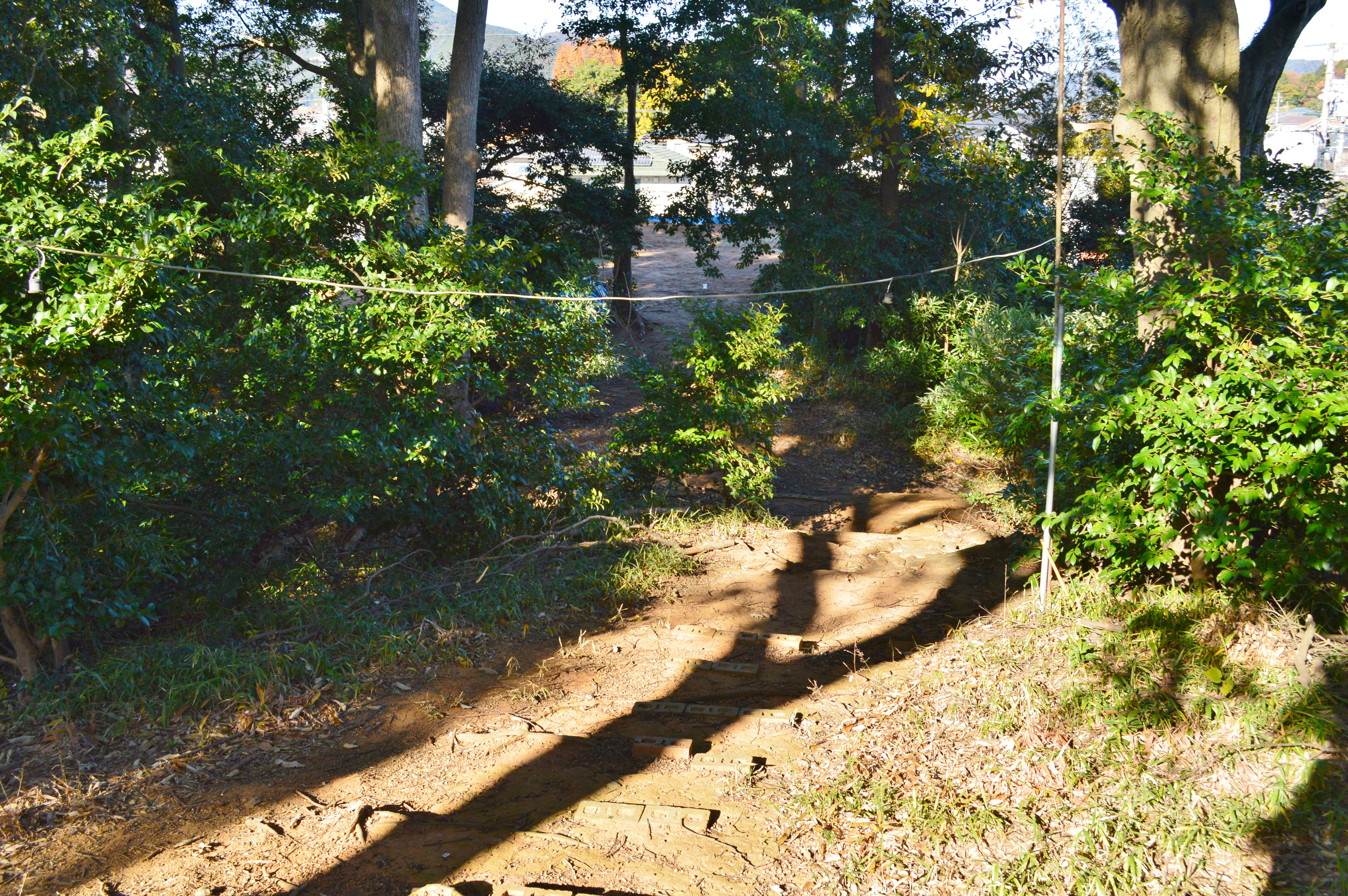
後円部から前方部を望む
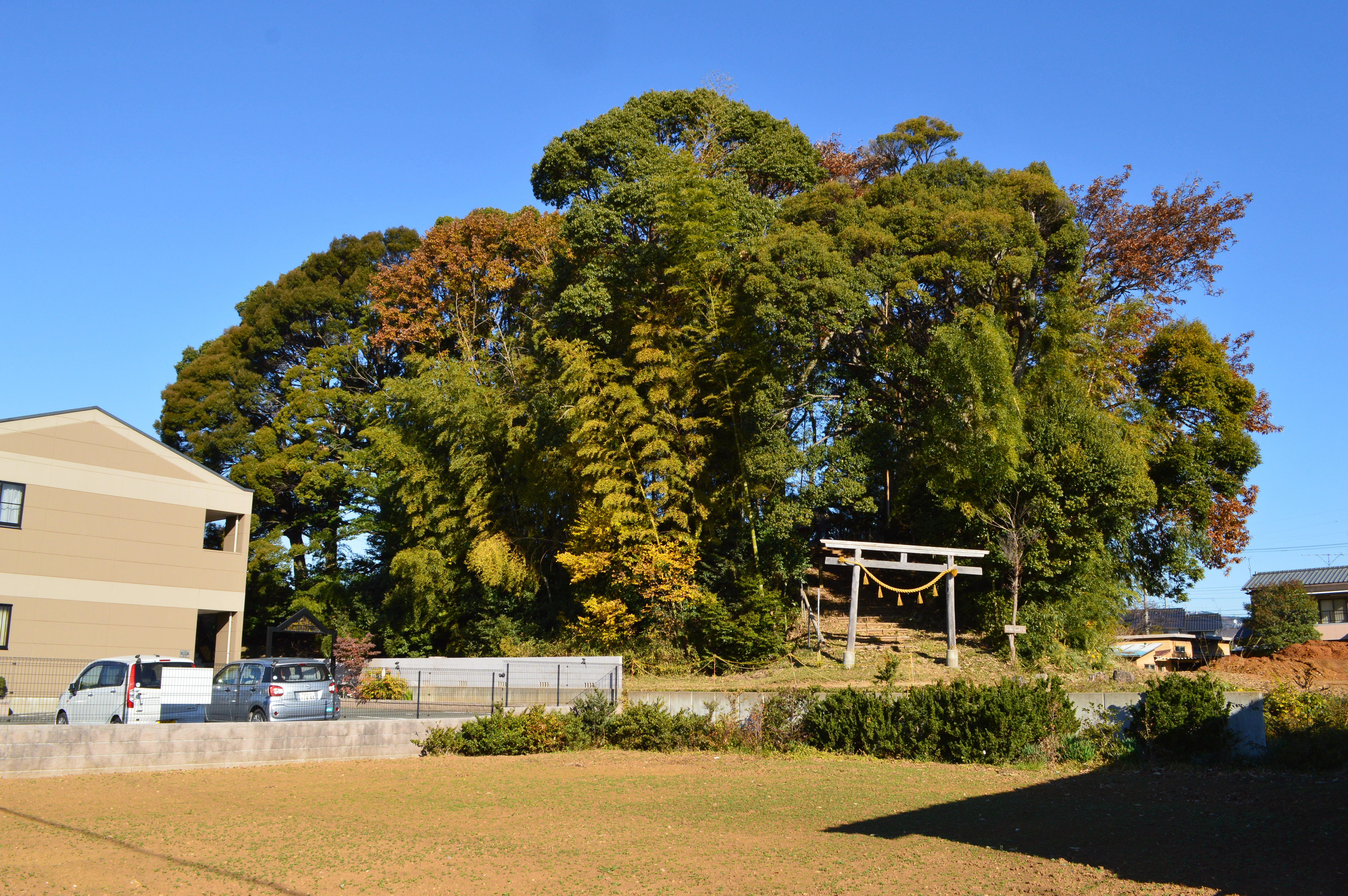
後円部墳丘
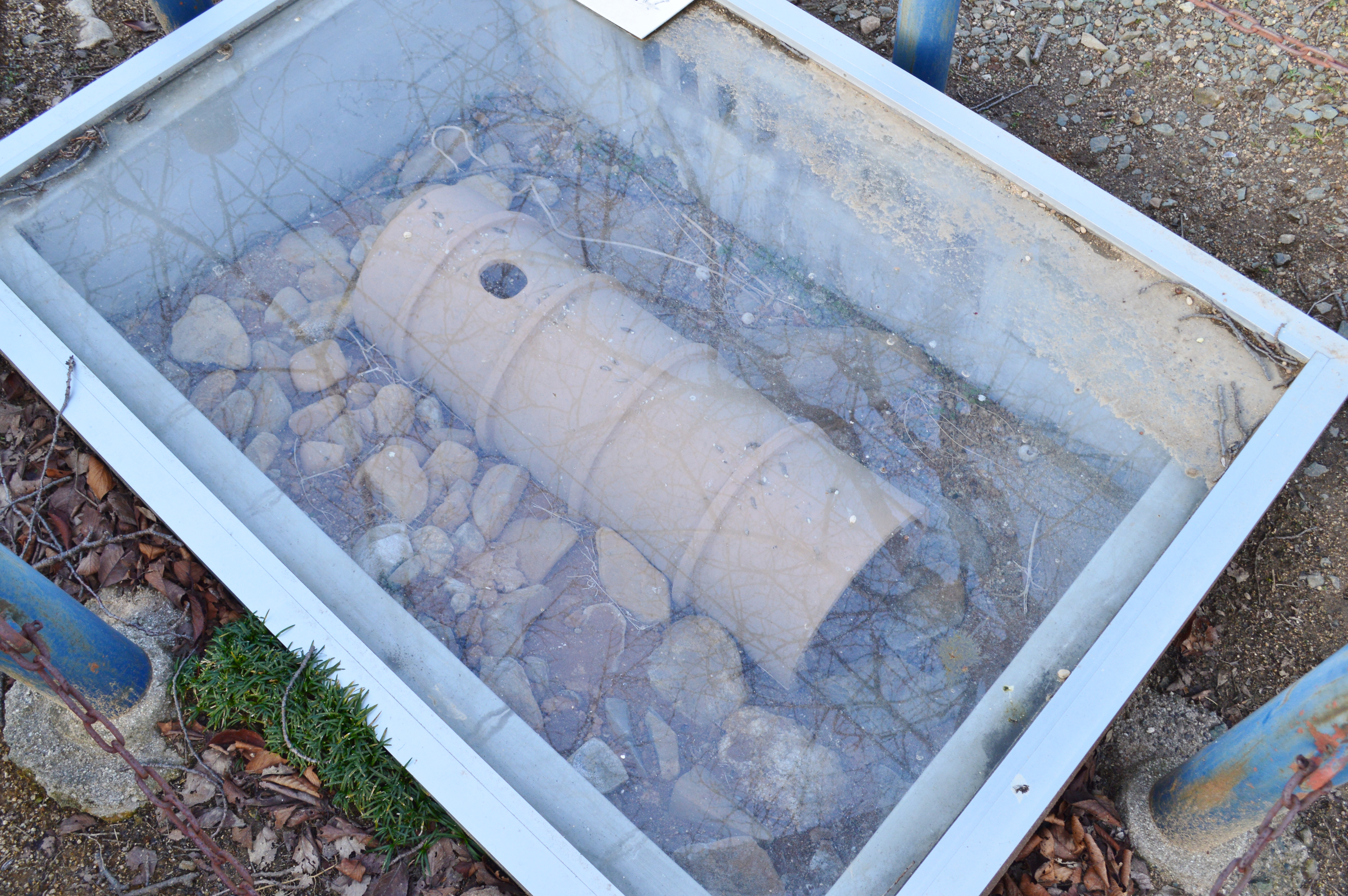
埴輪棺（複製）

### 築造手法

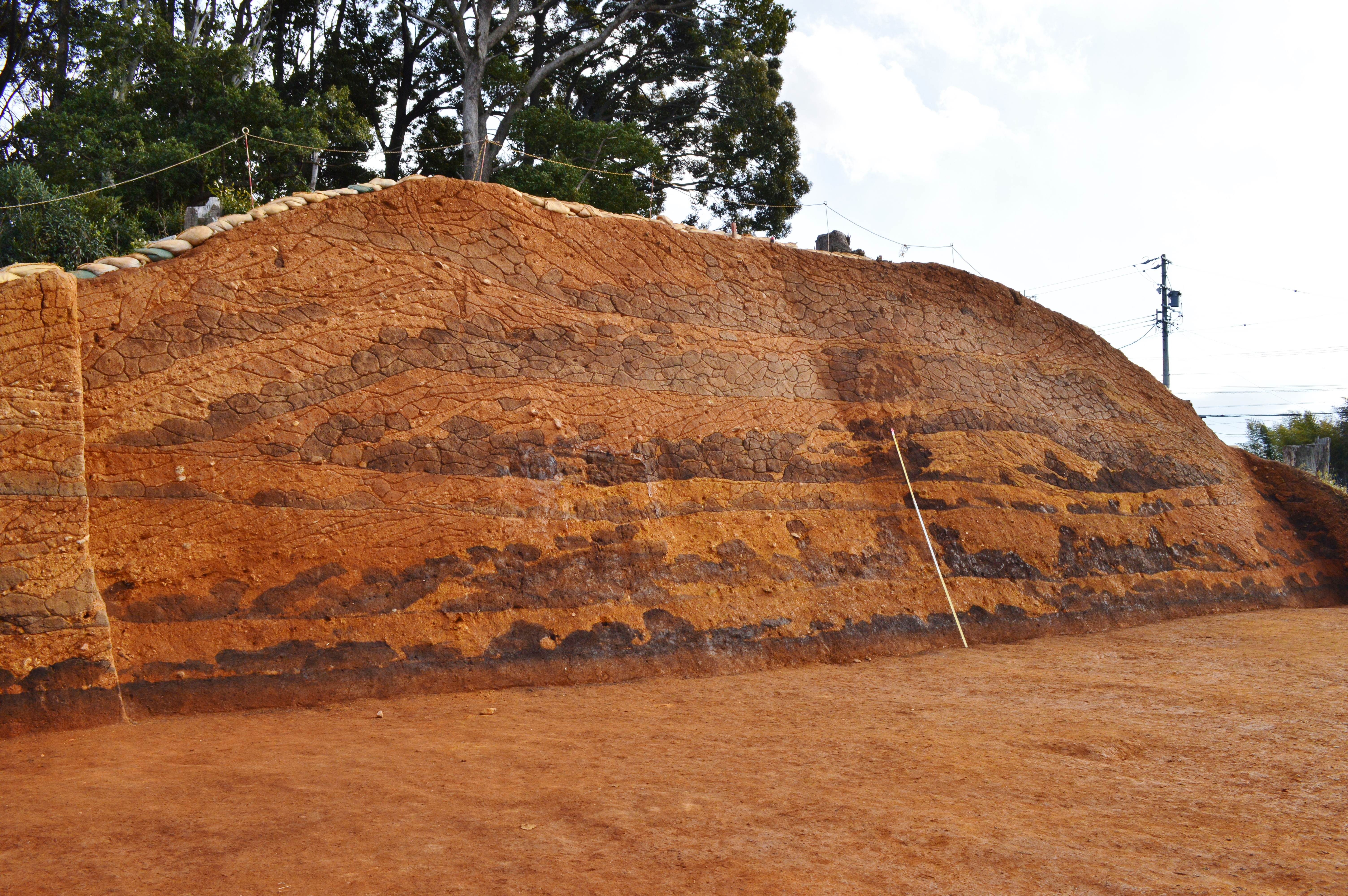
墳丘断面

船山1号墳では、2017年度（平成29年度）に隣接道路の拡幅に際して、前方部の墳丘解体と同時に盛土構築手法の確認調査が実施されている。同調査によれば、墳丘の盛土を構成する土は、黒色系と黄褐色系の2種類の地山土になる。そのうち黒色系の土としては、地面表層の腐葉土層をブロック状に掘削したもの（1個約25キログラム）が使用される（表土積換工法または土嚢・土塊積み技術。ただし本古墳の場合に土嚢の使用は認められない）。
墳丘築造の工程は次の通り。まず築造場所の地面上に設計図が設定される。そして古墳周囲が掘削され、その掘削土が内側に50センチメートル程度盛られて平坦面が形成される（1段目）。次いで、その1段目平坦面の中央部・側面付近において土手状に盛土されたのち、その間・上部に90センチメートル程度盛土されて平坦面が形成され、そのさらに上に40センチメートル程度盛土されて平坦面が形成される（2段目）。その後、その2段目平坦面の中央部に土手状に盛土されたのち、その周囲に1.1メートル程度盛土されて平坦面が形成され（3段目）、以上で1次墳丘が構築される。この1次墳丘の上に盛土で拡幅される形で2次墳丘が構築され（土手状盛土はなし）、同様にして2次墳丘の上に最終墳丘が形成される（墳頂部付近で土手状盛土）。最終的には葺石が施されるとともに円筒埴輪・朝顔形埴輪が樹立され、墳丘が完成される。
以上に見られる手法のうち、表土積換工法（土嚢・土塊積み技術）は当時の畿内地方で例が知られる手法であるが、地方では中核的古墳で限定的に採用された手法とされる。そのため本古墳も畿内勢力の影響下での築造背景と推測されている。また土手状盛土を設けて壇状に盛土する手法は主に西日本に見られて「西日本的工法」とも称され、墳丘中央の小丘に肉付けして拡幅する「東日本的工法」とは性格を異にする手法になる。

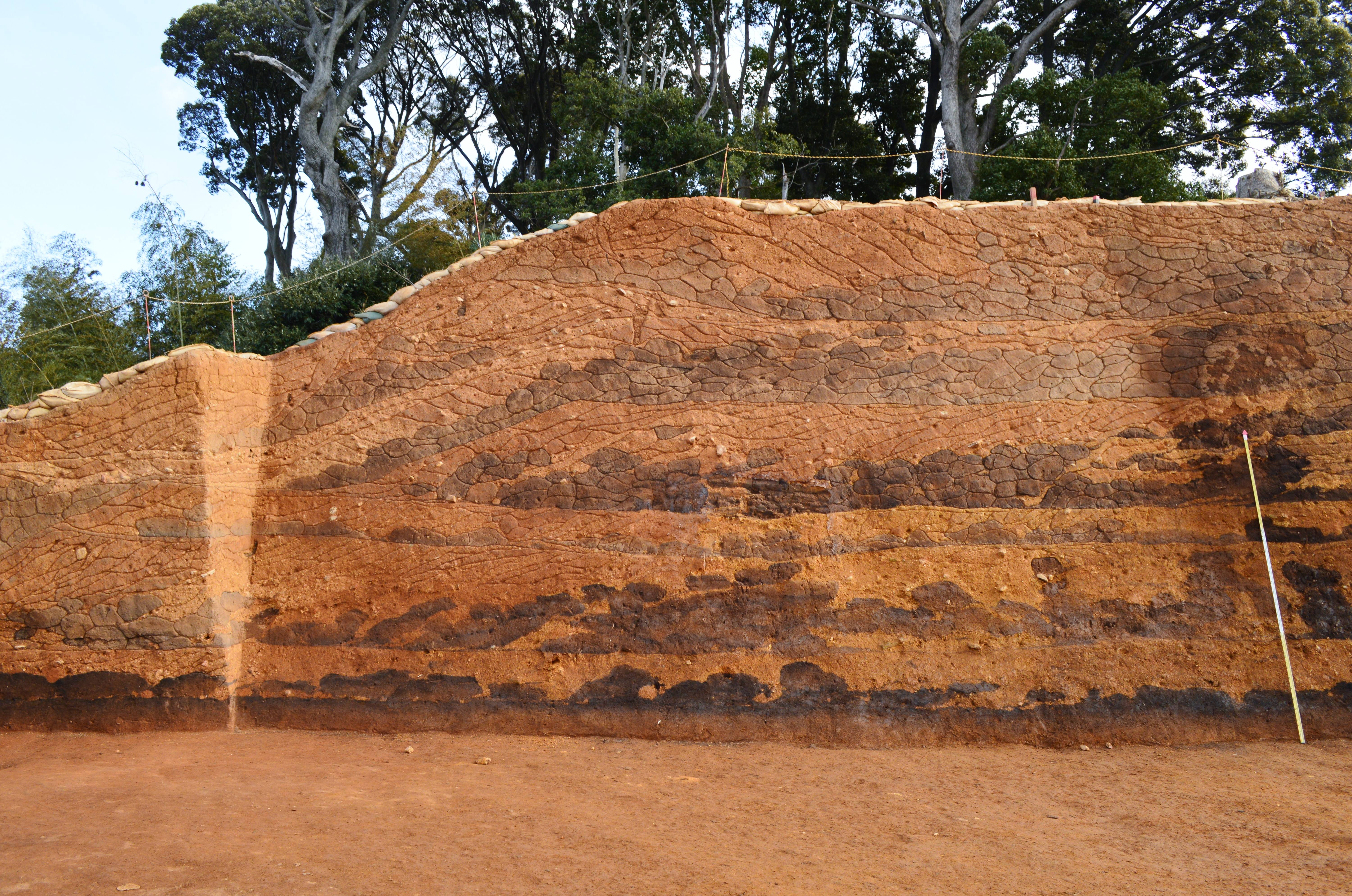
断面左半
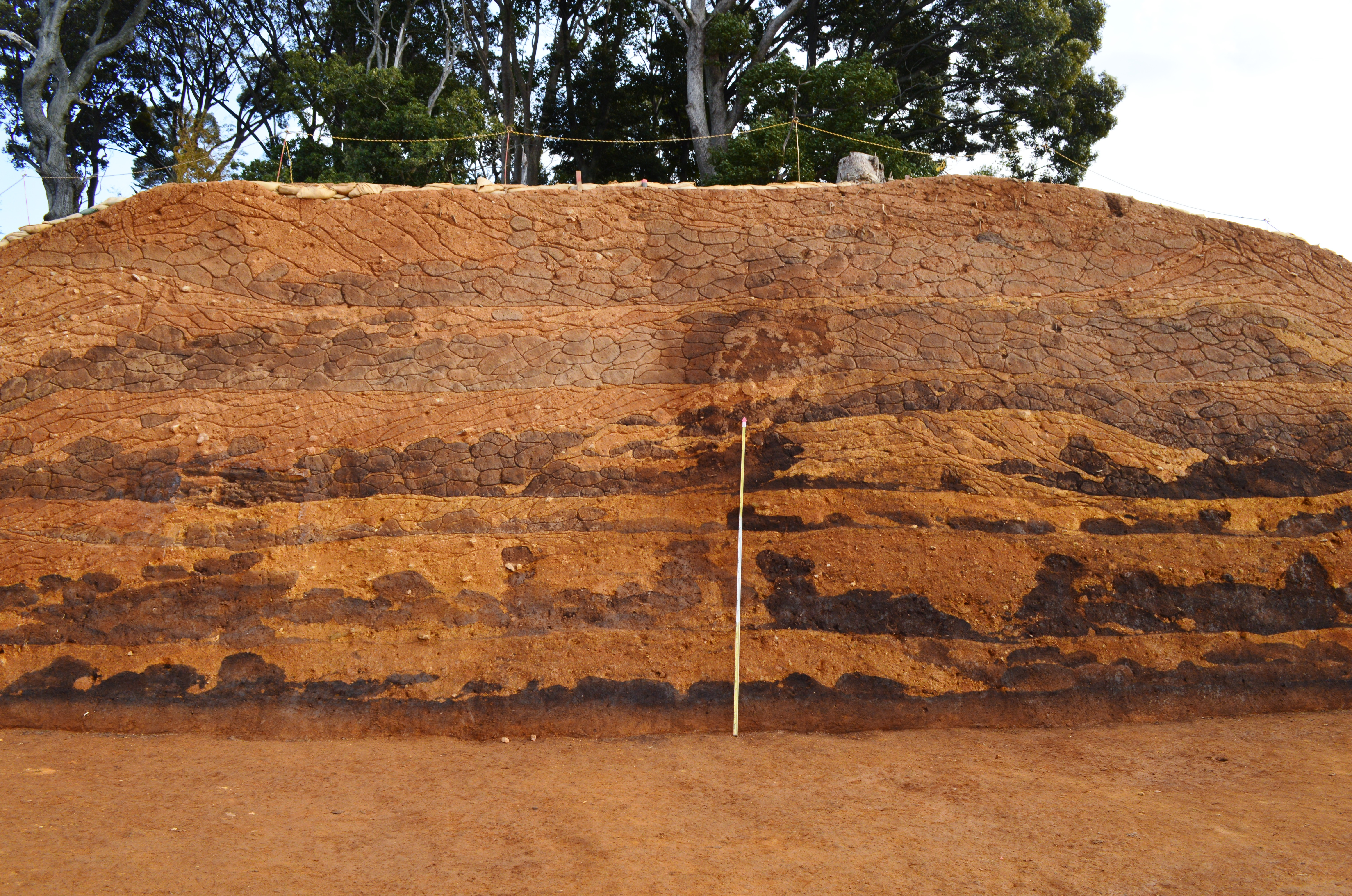
断面中央
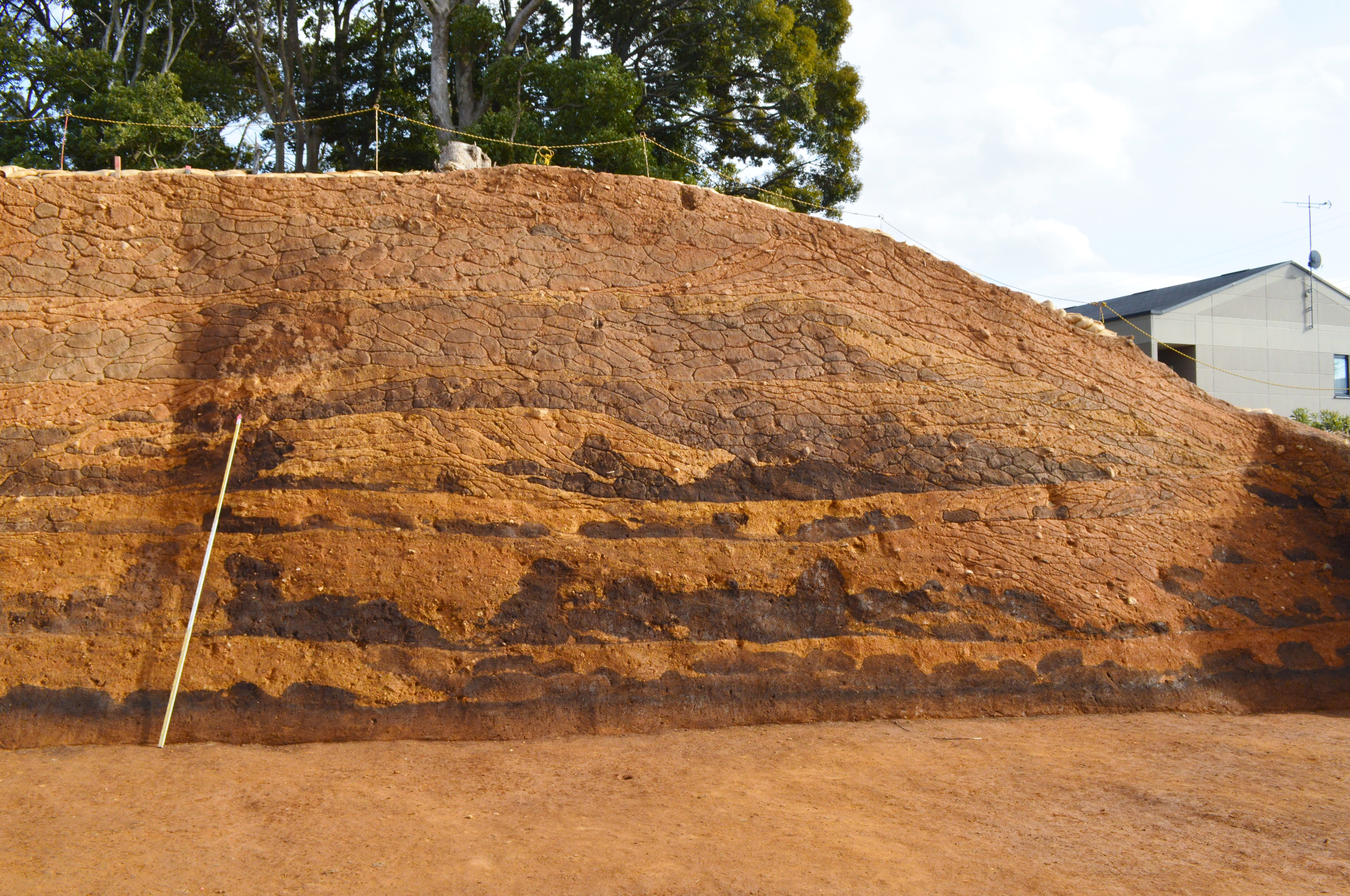
断面右半

## 出土品
1945年（昭和20年）の防空壕掘削時に出土した遺物は次の通り。
- 鉄刀 3点
- 鉄鉾 3点
- 鉄鏃 約70点

そのほか、前述のように発掘調査では墳丘上から円筒埴輪片・土器片・土製品が検出されている。

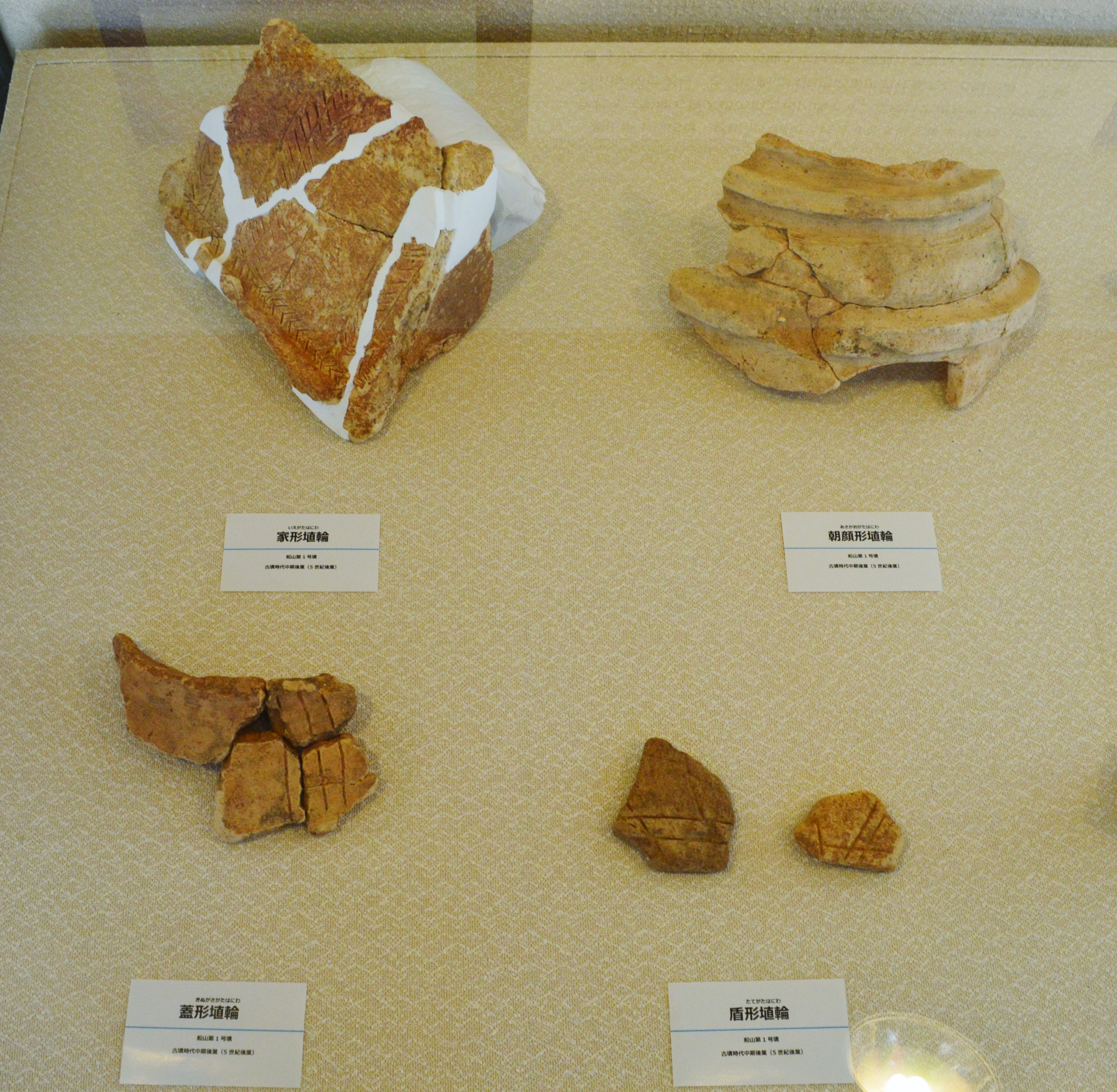
出土埴輪片 三河天平の里資料館展示。
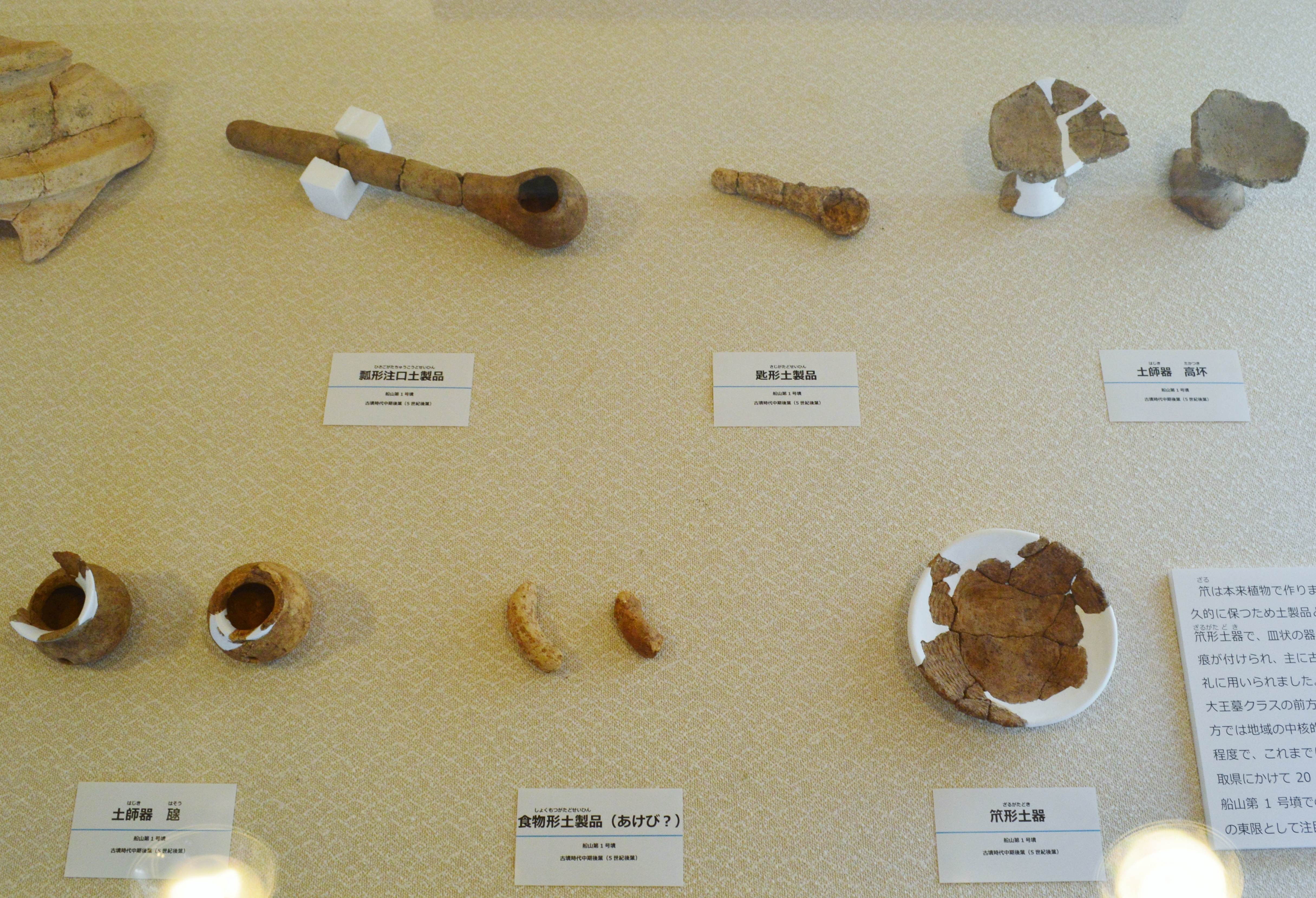
出土土製品片・土器片 三河天平の里資料館展示。

## 陪塚
船山古墳の陪塚（陪冢）と推定される古墳としては、船山2号墳（船山第2号墳）が存在した。この古墳は船山古墳の北側に位置した方墳で、一辺約19.5メートルを測った。1964年（昭和39年）に調査が実施されたが、その後に失われている。

## 文化財

### 豊川市指定文化財
史跡
- 船山古墳 - 1965年（昭和40年）7月1日指定[4]。

## 現地情報

### 所在地
- 愛知県豊川市八幡町上宿

### 交通アクセス
鉄道
名鉄名古屋本線・豊川線 国府駅より、徒歩で約5分。

### 周辺
- 三河国府跡
- 三河国分寺跡 - 国の史跡。
- 三河国分尼寺跡 - 国の史跡。